# 橘周太
橘 周太（たちばな しゅうた、慶応元年9月15日（1865年11月3日） - 明治37年（1904年）8月31日）は、日本の陸軍軍人、漢学者。日露戦争における遼陽の戦いで戦死し、以後軍神として尊崇される。官位は陸軍歩兵中佐正六位勲四等功四級。

## 経歴

### 幼少期

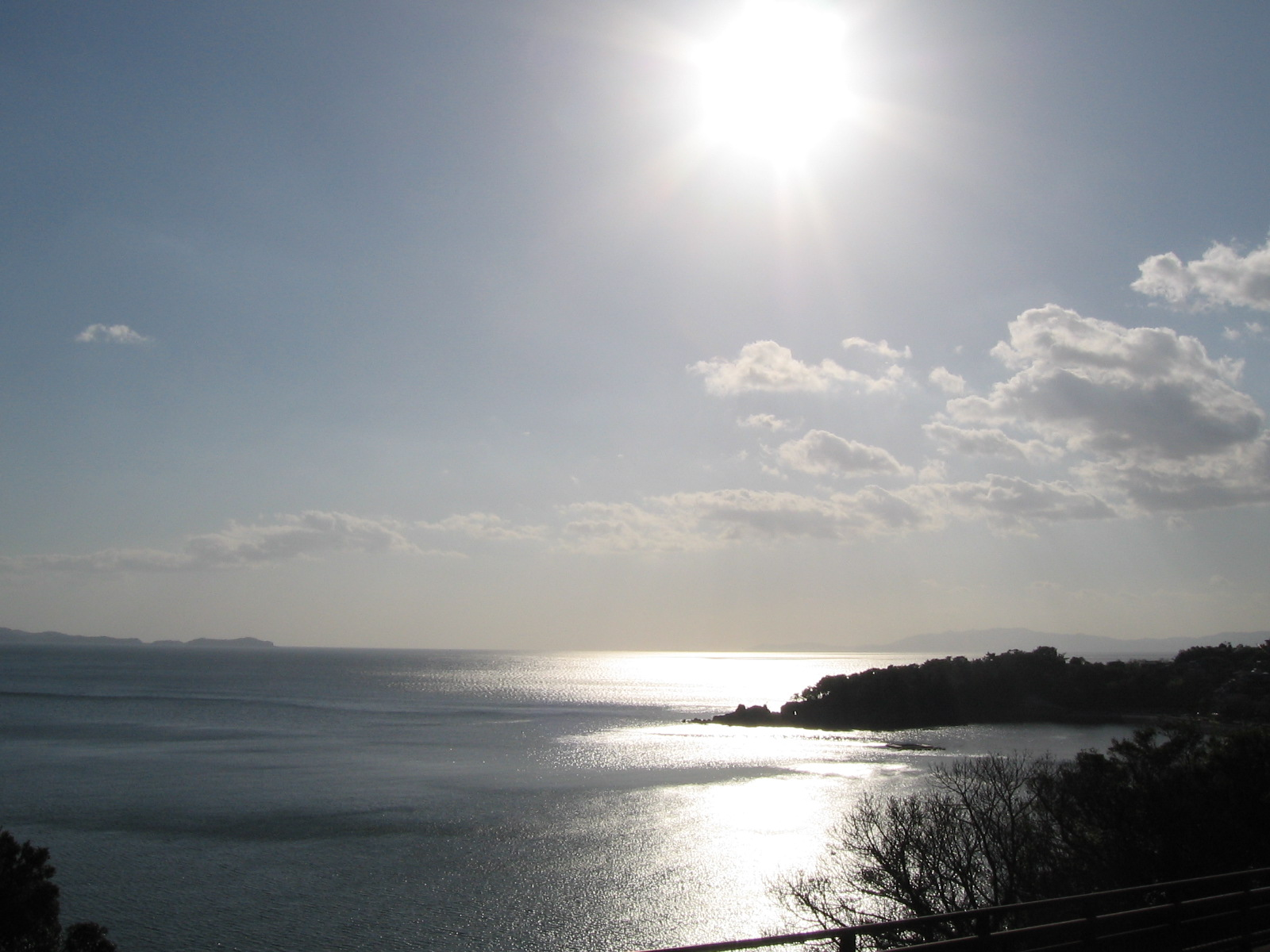
橘の生地千々石から臨む橘に因んで名付けられた橘湾

慶応元年（1865年）9月15日、島原藩領内の肥前国南高来郡の千々石村(現在の長崎県雲仙市)の郷士城代甚右衛門（季憐とも）の二男として誕生した。城代家は橘氏の一門であり、歴代の島原藩に仕えたが、明治元年（1868年）の戊辰戦争では藩主松平忠和に従い、新政府軍に協力しており、明治維新後も家禄を存続させた（詳細は#系譜で後述）。周太は封建制度時代の士族子息が辿る過程として、幼いころから近郊の小浜で叔父の本多親秋がひらいている私塾で漢学を学び、学力的にも精神的にも大きく成長した。その後、城代家は橘姓を名乗るようになり、城代周太から橘周太となった。父甚右衛門からは常々、家名の由来や歴史などを厳しく教えられていたが、同門となる楠氏と同様に「代々忠義を尽くした家柄に産まれたのだから、立派な人間になって天子様（天皇）にご奉公を尽くさねばならない」と皇室に忠義を尽くすよう言い聞かされており、これが橘の人生に大きく影響した。
明治8年（1875年）に長崎市の勝山小学校、明治10年（1877年）に長崎中学校に進学したが、常に成績は優秀であった。長崎市から生家の千々石までは40kmの距離があり、橘は長崎市内に下宿していたが、しばしば徒歩で未整備の山道を歩いて通学することもあったという。明治12年（1879年）中学校の学期末試験を受験したのち、橘は実家に戻ると両親に対して、軍人となるために単身上京して陸軍幼年学校を受験したいという決意を述べた。父母はまだ早いと反対したが、橘は諦めることなく「私の家は楠氏の末裔です。私は君国のために尽くそうとしてこの世に生を受けたと心得ております。どうぞ、母上、周太を父上母上だけの子と思わないでください。皇国の御用に1日も早く立たせるため、唯今直ちに上京することをお許し下さい」と決然とした態度で訴えて父親の許可をとりつけた。橘は同年5月に15歳で単身上京して、1年間は東京の叔父の家に下宿して独学で受験準備を続けたが、翌明治13年（1980年）には漢学塾の二松學舍（現在の二松學舍大学）などの私塾に入塾し、漢学や英語などの専門教科の学習を深めて、明治14年（1881年）には、大変苦労しながらも陸軍幼年学校に合格した。
幼年学校在学中の橘は、儒教の経書「大学」など中国の史書を原文のまま愛読するなど勉学に勤しんで、秀でていた学力をさらに向上させる一方で、その誠実な人柄で多くの同僚や後輩を惹きつけていた。幼年学校の後輩に石光真清がいたが、石光は2年先輩の橘を、「若い頃からすでに神に近かった」と尊び、兄の様に慕っていた。面倒見がいい橘は、同僚や後輩らからの相談には親身になって応えていたので、橘の下宿には常に同僚や後輩が集って、あたかも共同生活のようになっていたという。

### 陸軍士官学校
明治17年（1884年）9月に陸軍士官学校に進学、学生時代に橘は諸葛孔明の兵書を愛読していたが、孔明が説く「部下の兵隊がまだ腰をおろしていないならば、上官たるもの腰をおろして休んではならない。部下が食事をとっていないのに上官が先に食事をしてはならない。お互いに苦しみをともにし、苦労や楽しみを等しく分け合っていくことが大事だ」という上官の心得が、この後の橘自身の将校としての指針となった。また、橘は明治15年（1882年）1月4日に明治天皇が陸海軍軍人に下賜した勅諭である軍人勅諭に感激し、言行すべてを必ず勅諭に則ると決意していたが、勅諭には軍人の定義を「軍人は戦に臨み敵に当たるの職」としており、橘はこれを「軍人の本懐とは戦場において戦死することである」という理念にまとめた。その理念を実現するためにも、体格に恵まれてはいなかった橘はそれを補うべく厳しい鍛錬を自分に課した。戦場で剛毅不抜の行動するために、棒術、剣術、相撲、乗馬、長距離走などの鍛錬を率先して行った。
明治19年（1886年）9月に陸軍士官学校を卒業し、陸軍少尉に任じられ歩兵第5連隊の小隊長に着任すると、孔明の兵書から得た将校としての指針を実行し、兵隊の実地教育についてひたすらに研究するとともに自己研鑽にも努めた。歩兵第5連隊には青森県出身の兵卒が多かったが、その県民性を鋭く分析して、教育方針に盛り込んだ。その指導は厳しいものであったが、兵卒への心配りは実に細やかで、まるで父親が子供に接するような態度であった。厳冬期でも兵卒たちと雪中を裸足で駆け回り、兵卒と一緒に極寒の中で銃剣道の試合や徒競走なども行い、兵卒との一体感を深めていった。当時の日本陸軍では兵卒の指導で殴る蹴るの体罰が横行していたが、橘はそれを愚挙として批判し、「兵卒の信用を得るのがもっとも重要である」と考え、そのためには孔明の説く「指導する上官が兵卒と同じ行動をとることが大事」だと断じている。歩兵第5連隊で兵卒の指導で大いに成果を挙げた橘は、明治21年（1888年）12月に近衛歩兵第4連隊に栄転の辞令があった。橘の配転を知った連隊の兵卒は一様に別れを惜しみ、中には慟哭する者もあり、橘は後ろ髪をひかれる思いで思い出の青森を後にした。

### 大正天皇の教育係

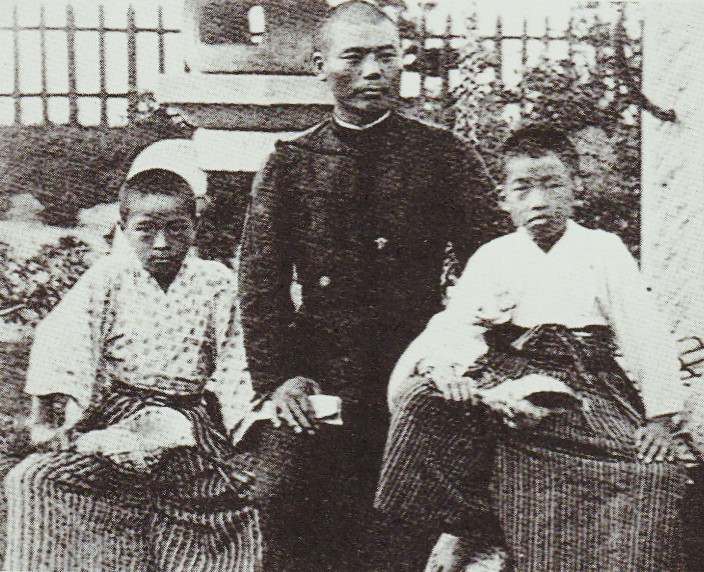
東宮（後の大正天皇・右）と橘（中央）

明治22年（1889年）1月に橘は近衛歩兵第4連隊に着任した。このとき、近衛歩兵第2旅団長は乃木希典少将であり、この頃既に典型的な軍人として全軍から信頼と崇敬の対象となっていた。橘は乃木を自分の師として尊敬し、その言動に大きな影響を受けて、乃木に倣って修養するようになる。この頃の乃木は、日本陸軍の若い将校たちの服務態度が弛緩していると危機感を抱いており、大山巌陸軍大臣に日本陸軍の綱紀粛正が急務であるとの意見書を提出したほどであったが、乃木と同様にストイックな軍人であった橘には目をかけていた。近衛連隊の将校に「歩兵は中隊を単位とするがその理由を述べよ」という課題が出された際、橘は戦国時代の故事から近代の諸外国の軍制まで幅広く論及して的確な解答を行った。その解答のなかには、日本軍では軽視されがちであった兵站を重要視する内容も含まれており、橘の慧眼ぶりが発揮され、乃木は橘への賞賛を惜しまなかった。ストイックな橘は、毎日必ず他の将校よりは1～2時間も早く起床して、兵卒相手に銃剣術の稽古をしていたが、剣術有段者であった橘は銃剣術にも優れており、十人もの兵卒を相手にしても引けを取ることはなかったという。
橘の資質は自己研鑽だけではなく、歩兵第5連隊勤務時と同様に教育にも発揮され、兵卒の厚い信頼を得ることに成功していた。上官であった中隊長の渡辺大佐は橘の言動について「自然に湧き出すような人間性であり、何事にも心底から尽くす誠に模範的人物だ」と評し、同時期に近衛連隊に所属していた閑院宮載仁親王も「橘はよく働く男だ」と称賛していた。この橘の人間性と資質は近衛連隊上層部からも認められて、明治24年（1891年）1月に東宮武官に異例の抜擢を受けて、東宮（後の大正天皇）の教育係となった。橘はこの抜擢に感涙し、その任務の重さに全身が硬直するような想いを抱いたが、この後、東宮が12歳から17歳になるまでの5年間に渡って教育係を務めることになった。
橘の教育方針は相手が皇太子とは言え妥協のないもので、相撲好きの東宮が側近や武官相手に相撲を挑んで、相手した側近はご機嫌うかがいのためわざと負けたりしていたが、橘は一切手心加えることなく投げ飛ばしていた。また海水浴に行ったときには、まったく泳げない東宮を海に放り投げて、必死に泳いだ東宮はその日のうちに最低限泳げるようになったという。橘が東宮に妥協なく接したのは、生まれた時から病弱であった東宮に天皇に相応しい強い体力と精神力をもってほしいという切実な願いからであり、橘の東宮武官当時の日記には東宮の身体を気遣う記述があふれていた。やがて東宮も次第に健康を取り戻し、橘ら武官を連れて狩猟にも行ける様になったが、散々山中を彷徨いながらも獲れたのは鴨3羽だけであった。他の武官が「これでは学友に笑われるかも知れない」と嘆くと、橘は激怒して「（東宮の）体力や気力を養うことから考えると鴨50～60羽獲った以上に価値があることだ」と窘めている。また、剣術を極めていた橘に東宮が30日連続で早朝の寒稽古を申し出たことがあり、東宮は自ら申し出た過酷な寒稽古を1日も休むことなく皆勤し合計170回もの試合もこなして橘を感動させている。
橘のスパルタ教育で鍛えられた東宮であったが、橘には親しみを抱いていた。明治26年（1893年）5月に橘に長男が誕生したことを聞いた東宮は「名前は何と名付けたか」と親し気に尋ねてきた。そこで橘が「一郎と命名しました」と答えると、東宮はすかさず「それはあまりに簡単すぎないか」と言ってきた。何気ない会話ではあったが、橘は真摯に受け止め、帰宅すると妻女のヱキと一緒に考え込んでしまった。そこで橘の頭に浮かんだのが、黒木為楨少将が明治4年（1871年）の観兵式の際に、宮中名簿に茶目っ気で「陸軍歩兵大尉、黒木七左衛門藤原為楨」と武士のような名前で署名したというエピソードであり、翌日東宮に「陛下、一郎左衛門と改名しました」と報告した。それを聞いた東宮は黒木のエピソード知ってか知らずか「それは強そうな良い名前である」と嬉しそうに答えている。後年に橘一郎左衛門は父と同じ軍人の道を歩み、大正13年（1924年）には近衛歩兵第3連隊に配属されている。東宮は大正天皇に即位していたが、大正天皇は一郎左衛門が近衛連隊に配属されていることを知ると呼び出して「おお、珍しいぞ、一郎左衛門」と親し気に声をかけて、感慨深く往時を追憶していたという。
橘は剣術や体術の他にも、学問にも秀でた文武両道の軍人であり、特に漢学については、幼い時には叔父の本多親秋に学び、少年時代には漢学塾二松学舎で漢詩創作を学んでいるなどかなり習熟しており、文武両道の求められる皇太子に対する適任の教育係であった。また、武官として東宮の軍事學の教育係でもあったが、橘は教本などによる基礎知識以外にも実地的な教育を心掛けた。東宮は沼津や箱根などに行幸することもあり橘も同行したが、現地に行くと橘は東宮に念入りな地形の説明を行い、さらには当地における築城や合戦などの歴史的事実も絡めて実践的な教育を行った。しかし、東宮は明治24年末には再び体調を崩して病床に伏せた。橘は東宮の病状が回復するまでは謹慎して殆ど外出することもなく、ひたすら病気平癒を祈っていたという。

### 陸軍の教育係

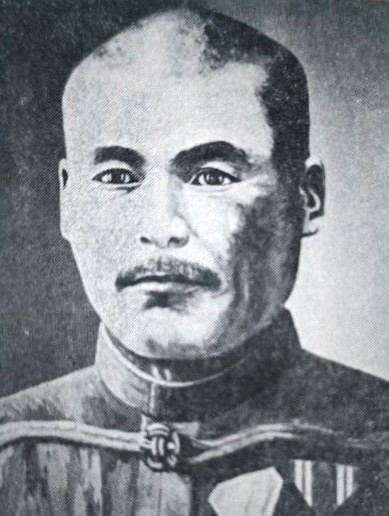
名古屋陸軍地方幼年学校時代の橘

明治27年（1894年）には日清戦争が開戦したが、近衛連隊に所属していた橘が従軍することはなかった。陸軍軍人としてエリート街道を進んでいた橘に対して近衛連隊の上官は更なる昇進のために陸軍大学校への進学を薦めた。橘にはその資格も学力も十分にあったが、橘は「東宮への御奉公に万一の抜かりがあってはならぬこと」を理由に断ってる。また、陸軍大学校に進学すれば、軍の中枢や参謀の道に進むことになるが、橘は一軍人として常に最前線で戦い天皇と国民に尽くすことを至上の目的としていたことも、陸軍大学校進学断念の理由にもなった。
その後も、明治29年（1896年）3月に台湾守備歩兵第2連隊中隊長として短期間台湾に赴任した以外は近衛連隊に居続けて皇室を守り続けたが、同年11月に歩兵第36連隊中隊長に転出し、明治30年（1897年）5月に陸軍戸山学校教官兼教育大隊中隊長に任じられた。教官は橘にとって適材適所を得たものとなり、ここから多くの実績を遺すこととなった。橘は、決められた教育課程を漫然と消化することをとしとせず、これまで実践してきた指導方針「躬行率先なる不言の教育法」を徹底することにした。橘はこれまでの豊富な兵卒への指導経験から、教官自らが率先して実践してみせるのがもっとも効果があることを実感しており、この教育方針を「新兵教育」という書物にまとめた。その後も日々の研鑽を怠らない橘は、個別学科の研究も深めてその成果を「歩兵夜間教育」「森林通過法」などの書物にまとめたが、のちにこの書物は日本陸軍の教本として採用されて、全陸軍軍人必読の書とまで言われることになった。
その後の明治35年（1902年）4月には名古屋陸軍地方幼年学校長を任じられた。橘は入校式前から、全新入生の名前と顔を記憶しており、入校式で顔も知らない学校長からいきなり名前を呼ばれた新入生たちを感動させている。橘の教育方針は学校長になっても変わることはなく「自らを以て模範を示す」ことであり、まずは橘や教官が率先垂範で模範を示すことであったが、生徒はこれまで教育や指導してきた兵卒たちよりは若年であったため「事によりては厳格を以て」毅然とした態度で接することも心掛けた。細かいことでは、橘は愛煙家であったが、生徒が安易に喫煙しないように自らも禁煙することとし、校長着任日から禁煙してその後は一切喫煙することがなかった。
橘の指導は、学業や軍事だけにはとどまらず、日常生活を含む将校の心構えまで至っており、橘はそれを「老婆心」という文章にまとめたが、上官、部下に接する場合の心構えといったものから、下宿や遊興や借金の仕方まで実に26項目に渡って詳細にまとめられていた。例えば、下宿に関する心構えは以下の通りで、微に入り細を穿っているものであった。
- 下宿についての心得

1. 年頃の子女のいる家に下宿して、不義のあざけりを受けた者がいる。
2. 不良なる家庭としらないで下宿し、その主人または主婦に余儀なくされて借金証書に連印し、そのため困難に陥った人がいる。
3. 寡婦の家に下宿して、意外の風評を生じ、そのため汚名を被った者がいる。
4. 若夫婦のいる家に下宿し、罪のないのに、その家の人に憎み見られたものがいる。

- したがって、下宿を選択するには、よく注意しなければならない。

また、陸軍地方幼年学校出身者が、学生時代厳格な生活を送った反動で遊興で身を持ち崩す者が多かったため、特に遊興に対する心構えについて強調されている。
- 遊興についての心得
- 軍人であると一般人であるとを問わず、青年時代に身を誤る原因は酒と女とにある。この点について人はみな戒めなければならないことを知っている。それにもかかわらず自ら失敗を犯す者は、心の修養が全く出来ていないからである。
- しかしながら、人は木石ではないから、私は絶対に酒や女に近づくなというわけにはいかない（中略）したがって青年士官諸君に望むことは、避けることが出来るなら避けるに超したことはないが、万が一避けることが出来ないものは、その程度を顧みなければいけない。程度を知らないものは、自ら火中に身を投ずるものである。

1. 時に遊興するのはよいが、借財を生ずることのないように注意すること。
2. 時に芸妓を招くことがあっても、同じ妓を常に招くことは避けよ、これは情に流される基因である。
3. 単独で遊興するようなことは、最もいけないことである。これは身を誤る基である。
4. もし酒楼において遊興するようなことがあれば、必ず夜中に引き揚げなさい。翌日に及ぶようなことがあれば、身を誤るであろう。

- 以上述べたところの字句は、往々にして卑猥にわたるものなきにしもあらずとはいっても、諸君らがその真意がどこにあるか採択してくれるならば、わが国軍のために幸いであると信ずる。

一方で、生徒には厳しく接するばかりではなく、休みになると生徒を自宅に招いてお汁粉やおはぎをふるまうなどきめ細やかな心配りをしており、生徒からの人気も高かった。このときの生徒のなかに日本陸軍で最後の陸軍大臣となった下村定がいたが、下村は橘が生徒によく乃木の話を聞かせてくれたことと、橘の家庭が妻女のヱキを中心に女中や馬丁に至るまで和気あいあいとしており、まるで楽園のようであったと振り返っている。
人がいい橘が家に連れてくるのは生徒に限らず、ときには道端で行き倒れていた浮浪者を担ぎこんで食事を提供することもあった。妻女のヱキは不平をいうこともなく、橘が連れてくる大勢の人間の接待をしたが、これは故郷の千々石での風習によるものでもあった。

## 軍神橘中佐

### 日露戦争開戦

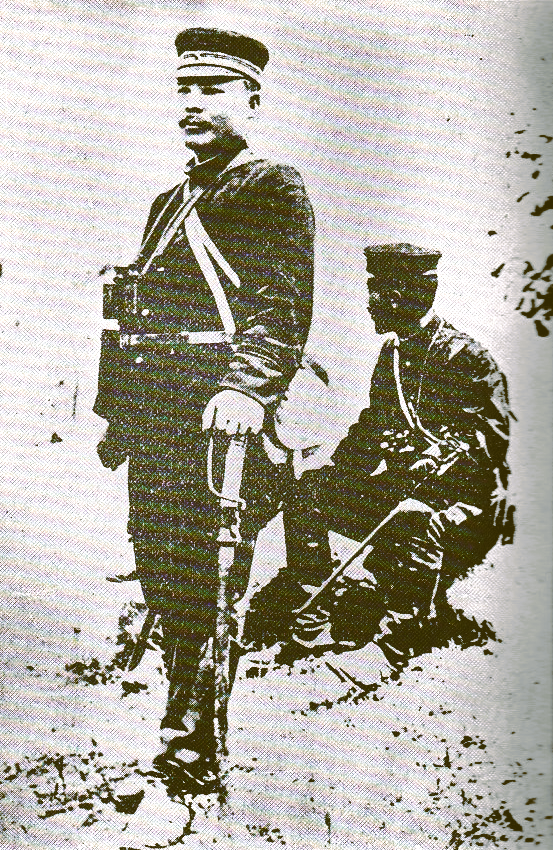
日露戦争に従軍したときの橘（左）

陸軍内で教育者としての地位を確立した橘であったが、明治37年（1904年）に日露戦争が開戦すると、新設の第2軍管理部長に任命されて、ついに念願の戦場に出征することになった。橘は3月7日に上京して軍の動員業務に従事したが、18日には東宮御所に参内して東宮と面会した。橘が出征の報告をすると東宮は「身を大切にし勉励せよ」と言葉をかけて金35円を下賜した。橘はこのときの感激を妻女ヱキに「殊に本日、皇太子陛下に拝謁の際にも、殿下より下の如き御詞を賜り覚えづ感泣したる次第なり」「此の事は一郎（長男）にも能く申聞け、御恩の高きことを心に刻み1日も、皇恩の大なること忘れざる様にすべし」「これまで自分が平常狂人の如く朝早く起きて運動せし如きも全く今日の為なり」と書き送っているが、橘はこれまでの軍人人生で、戦場の第一線で奮戦して名誉の戦死を遂げることを念願とし、戦場で息切れしないため、朝早く起きてマラソンをし、敵との白兵戦を勝ち抜くため、大勢を相手に銃剣術の訓練をし、また得意の剣術も磨いてきたが、その日が近づいてきたことの喜びと決意を新たにしている。
4月21日に橘ら第2軍司令部は第一八幡丸に乗船し宇品港を出港、しばらく海上で待機した後、5月7日に遼東半島に上陸した。ようやく戦場に到着した橘は最前線での勤務を願っていたが、最初の軍務は軍管理部長としての後方支援業務となった。第2軍には小説家の田山花袋が博文館所属の従軍記者として取材していたが、田山は軍務で関わった橘に心酔し、のちに出版した従軍記『第二軍従征日記』には頻繁に橘が登場する。その記述によれば、ある日、田山が従軍記者の荷物の管理について直接橘に陳情に行くと、橘は気さくに「やぁ、博文館の写真班か、君たちの荷物は何件あるか」と応じ、田山の説明を「む、よし、よし」と相槌を打ちながら聞くと、てきぱきと対応してしまった。このように、田山ら従軍記者は橘の配慮によって円滑に取材活動を進めることができ、非常に世話になったと感謝している。また管理部長であった橘の任務の一つが、内地より送り込まれてくる増援や補給物資の揚陸や輸送の手配であったが、天候不良が続く中で昼も夜もなく指揮を続けた橘の尽力もあって円滑に行われている。
同年8月には歩兵第34連隊第1大隊長に転出して初めて実戦部隊の指揮を執ることとなった。陸軍内では橘の人柄は既に知れ渡っており、 橘が大隊長として着任すると、大隊の兵卒は歓声を挙げて橘を迎え入れたという。橘はここでも、今までの指導経験の通り「家族主義」を貫き、例えば、連隊本部から酒類や甘味品などが支給された場合は、それがどんなに少量であろうが、階級関係なく平等に分配した。戦場での兵卒の数少ない愉しみは飲食であるが橘はそれを熟知しており、不公平感が生じないように細心の注意を払った。また兵卒が何らかの過失を犯した場合、単に厳罰に処するのではなく、必ずその情状を明らかにして懇切丁寧に訓諭して、兵卒を自暴自棄に陥らせることなくその良心に訴えるような指導を行った。そのため過失を犯した兵卒は深く反省し二度と同じ過ちを繰り返すことはなかったという。また兵卒が功績をあげれば、ことの大小を問わず熱心に賞賛したので、たちまち橘は大隊全兵卒から慕われて家族的な大隊を築き上げていった。

### 首山堡の戦い

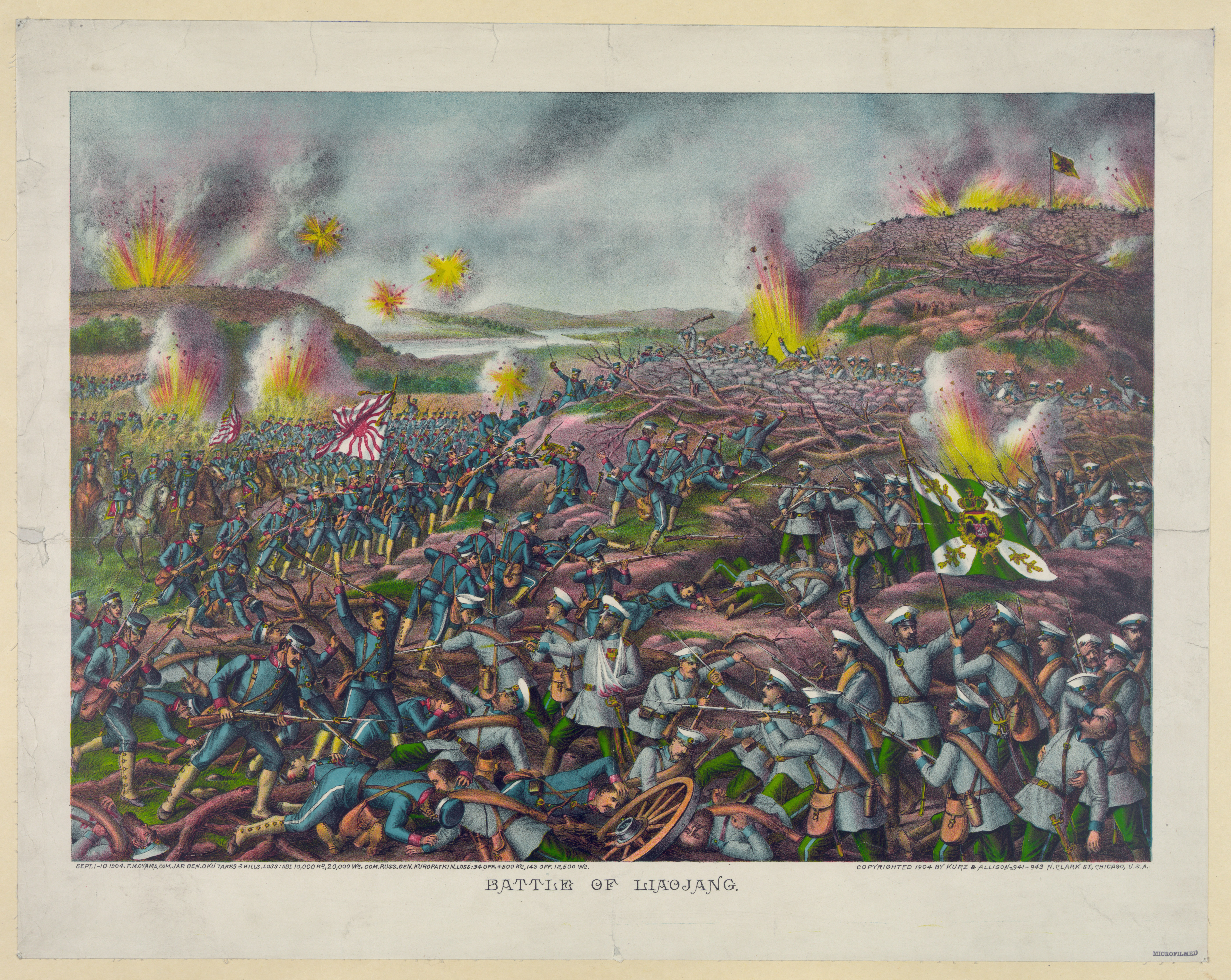
遼陽の戦いを描いた絵画（作者不明）

遼陽の戦いが始まると、橘が所属する第3師団歩兵第34連隊は、遼陽のロシア軍前面陣地首山堡に向けて前進を続けた。8月26日に甘泉堡東北高地まで達して露営したが、夜を徹して豪雨がやまず、部下想いの橘はずぶ濡れになる部下兵士も見てその日の日記に「兵卒の苦労を察せられ落涙せり」と書いている。さらに前進を続ける橘は3月28日に八掛講でロシア帝国陸軍と接触し、ロシア軍大尉1名を捕虜として軍需品等を鹵獲したが、橘はこれを横領することはなくそのまま連隊本部に送っている。橘は常々「戦利品は一物といえども私すべきではない」と徹底しており、一切鹵獲品などを横領することはなかった。
この頃に橘は友人に向けて「帝国には軍神広瀬中佐（広瀬武夫）あり、敵国には軍神マカロフ将軍（ステパン・マカロフ）を出せり、小生も其尾に附せん事を自覚罷在候へ共、果して其末端を汚し得るや否や」と書き送り、また別の友人にも「鞍山店と遼陽の地を男子埋骨の地と決心す」と書き送るなど、これからの遼陽の戦いで自分が戦死して軍神になることを意識しているような言葉を遺していたが、実際にその橘の想いは実現することになってしまう。
8月31日の夜になってようやく天気が回復し、日本軍はロシア軍への全軍突撃を企画するが、橘が属する第2軍は統制がとれておらず、満洲軍総参謀長児玉源太郎に叱責される有様だった。しかし、橘の第一大隊は統制の取れない軍主力を尻目に首山堡の頂上に向けて遮二無二突進していた。やがてロシア軍の陣地手前300ｍまで達すると、橘はロシア軍の陣地を念入りに偵察させたが、山頂までは複層に構築された縦深陣地となっているうえ、7合目ぐらいにある堡塁の手前から70ｍ～80ｍの傾斜地は身を隠す遮蔽物すらないことが判明した。橘は状況を把握すると、指揮下の各中隊長に指示を出し、自らも軍刀（名刀：関の兼光）を抜刀して、先頭に立って進撃を開始した。ロシア軍陣地には多数の機関銃が配備されており、接近してくる橘大隊を掃射し、第一中隊長の大築大尉が機銃弾を浴びて戦死するなど死傷者が続出した。
やがて、遮蔽物のない開けた土地に橘大隊は到達したが、ロシア軍堡塁までの70ｍ～80ｍを機銃掃射を浴びながら近づく以外方法がなかった。橘はわずかな窪地で機銃掃射をやりすごしながら次第にロシア軍堡塁に近づき、大隊の兵卒もそれに続いたが、先日までの長雨で斜面は泥濘となっており、足がとられて進撃もままならず、ロシア軍の機銃掃射でバタバタと橘大隊の兵卒はなぎ倒されていった。甚大な損害を被りながらも、どうにか橘大隊はロシア軍の第一線の堡塁の直下まで到達したが、橘はここで「敵塁を奪うか全滅するかだ」と全軍突撃を決意し、各中隊長に伝令を出した。やがて軍用ラッパを合図に橘大隊は全軍突撃を敢行し、橘も関の兼光を振りかざしながら真っ先に堡塁に飛び込むと、たちまち数名のロシア兵を斬り伏せた。その様子を見ていた大隊の兵卒は感激鼓動されて「大隊長を殺すな」と叫びながら橘に続いて、ロシア兵と激しい白兵戦を繰り広げた。
橘は四方八方から銃剣を突き立ててくるロシア兵と関の兼光で渡り合っていたが、激戦のなかで右腕を銃弾で撃ち抜かれて、関の兼光を左手に持ち替えていた。その後しばらくは左腕1本で戦い続けたが、左手にも銃弾を受けて3本の指を失い、ついには関の兼光を落としてしまった。このように激しい白兵戦がしばらく続いたが、やがて生き残ったロシア兵は堡塁を棄てて山頂の堡塁に向けて退却していった。橘大隊は甚大な損害を被りながらもロシア軍の第一の堡塁を占領し、生き残った兵卒は万歳三唱したが、橘は冷静に今が戦機と判断すると、万歳の喚声が終わらぬうちに「第二堡塁に突っ込め」と命じ、自らが先頭に立って首山堡の頂上にある堡塁に突撃していった。
山頂の堡塁からも激しい機銃掃射が浴びせられたが、橘は「敵の死骸を積んで掩体にせよ」と命じ、橘大隊はロシア兵の遺体を弾除けにしてじりじりと前進して行った。やがて、第4中隊長以下30人が先に頂上の堡塁に達してその一角の確保に成功した。しかし、一旦退散したロシア兵が左右から第4中隊に逆襲をしてきたので、橘は「皆、もう一息奮励せい、続いて突っ込め」と先頭に立って頂上の堡塁に向かって進み、橘らの勢いに押されたロシア兵が撤退を始めると「敵兵退却、追撃せよ」と命じながら山頂の堡塁に飛び込んだ。従う兵卒も喚声をあげながら橘に続き、負傷兵も地を這いながら橘に続いた。ついには橘大隊は首山堡の頂上を占拠し、橘に付き添っていた大隊本部書記の内田軍曹が大隊長旗を頂上に打ち立てたが、その時点で橘は数発の銃弾を受け重傷を負っていた。

### 戦死の状況

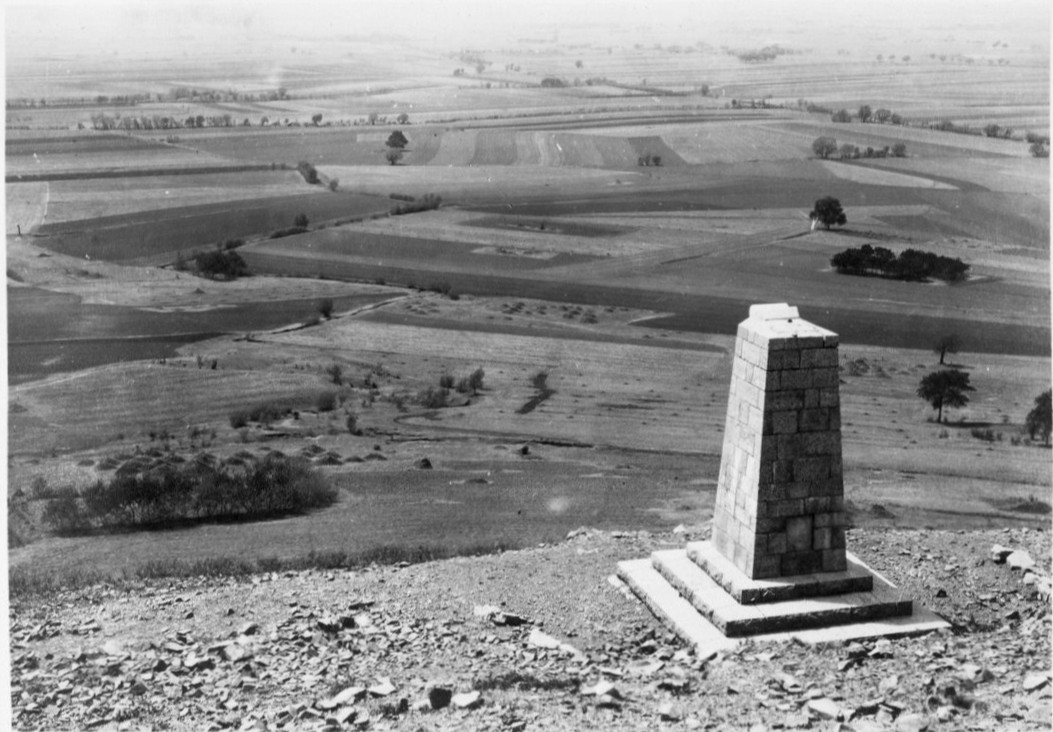
橘の戦死場所に建立された橘の記念碑

首山堡が攻略されると遼陽のロシア軍は日本軍に包囲されてしまうので、ロシア軍はすぐに逆襲に転じてきた。橘は防戦のために兵卒を呼集したが、攻撃当初は数百人いたはずの大隊も、橘の許に集まった兵卒は70人程度と1割も残っていなかった。やがてロシア兵が攻撃してきたが、その兵力は1個旅団相当の大軍であった。橘は重傷にもかかわらず、ロシア軍から奪取した堡塁上に仁王立ちすると「全員死すとも決して敵に渡すな。断じて敵を寄せ付けるな」と大軍の反撃に臆することもなく部下兵卒を鼓舞し続けた。激しい白兵戦が繰り広げられて、橘らは兵力で勝るロシア軍の反撃を幾度となく撃退したが、やがてロシア軍の支援砲撃が開始されて、そのなかの1発が堡塁の中でさく裂、仁王立ちして部隊指揮をしていた橘の腰部に砲弾の破片が命中して、ついに橘も倒れてしまった。
慌てて副官らが橘を抱き上げるが重傷で出血も激しかったので、副官は内田に橘の看護を命じると自らは前線に戻って行った。内田が橘の止血処理をしている最中にロシア兵の一隊が迫ってきたので、内田は一旦橘のもとを離れ周囲の生存兵を集めると、ロシア軍を迎撃してこれを撃退した。橘のもとに帰ってきた内田はロシア軍を撃退したことを報告し、橘の負傷は重症であることを伝えた。橘は「ご苦労であった」と内田を労を労うと、自分は軽傷だと強がって見せたが、ほとんど動くことはできなかった。このままでは橘が危ないと考えた内田は、頂上の堡塁を一旦は占領し、敵の逆襲も何度も撃退して橘大隊の目的使命は十分に果たしていると判断して、橘に前線の野戦病院までの撤退を進言した。内田の進言を黙って聞いていた橘はやがて眼を見開き、軍刀を杖替わりに立ち上がろうとしたができなかったので、内田に咄嗟に抱きかかえられると、近くで戦ってた第3中隊長に「この高地を絶対に敵に渡すな」と命じた。
その後、内田は橘を無理やりに背負うと、頂上から下り始めた。その橘と内田に対してもロシア兵は容赦なく銃弾を浴びせ、銃弾を避けられそうなくぼ地に達したときには橘は合計7発、内田も3発の銃弾を受けていた。内田は自分も重傷であるのにもかかわらず、橘に必死に止血処理を施しながら、堡塁内から持ってきた愛刀関の兼光を見せて励ましの言葉をかけ続けたが、関の兼光は激戦を潜り抜けてきた証として、刀身はロシア兵の血糊がつき鋸の歯のように刃こぼれし鍔も砕け散っていた。しかし、内田の懸命な止血にも関わらず橘の出血は止まることはなく、橘の口数も次第に減っていった。周囲では激戦が続いており、これ以上橘を動かすこともできず、進退窮まっていた内田に橘は「お前も負傷したか。どこをやられたか、気の毒であった。大切にせよ」「皆に世話になった」と温かい言葉をかけたあと、以下の最期の言葉を遺して眠るようにして息を引き取った。
橘には伊藤という従兵がいたが、橘は戦闘開始前に伊藤に対し「吶喊の声が盛んに起こり銃声が絶えたならいくさに勝ったので馬を連れてこい」「もしも、銃声が絶えないのなら苦戦して自分が戦死しているだろうから、屍を背負って帰れ」と命じていた。伊藤は橘の命令を守り後方で戦闘の様子をうかがっていたが銃声がやむ様子はなかったので、橘を救出しないといけないと考えて軽装のまま戦場に飛び出して行った。やがて奇跡的に橘を背負って首山堡から下ってくる内田と邂逅したが、すでに橘の息は絶えていたので、内田から橘を委ねられるとそのまま後方の陣地まで橘を背負って帰って行った。
他の証言によれば、橘は最期の言葉を遺した後もしばらくは息があり、眼に涙を浮かべていたが、そのまま動かなくなって午後6時ごろに息を引き取り、周りにいた軽傷者が急造の担架を作って橘の遺体を運び出したという。首山堡の戦いは激戦となり、連隊長の関谷銘次郎大佐も戦死するなど歩兵第34連隊は大損害を被って撃退されたが、第2軍の猛攻による損害拡大を懸念していたロシア軍が、第1軍による世界戦史上でも稀有な全軍敵前渡河という大胆な作戦を目の当たりにして大いに動揺して撤退したため、遼陽の戦いは日本軍の勝利で終わった。

### 軍神として

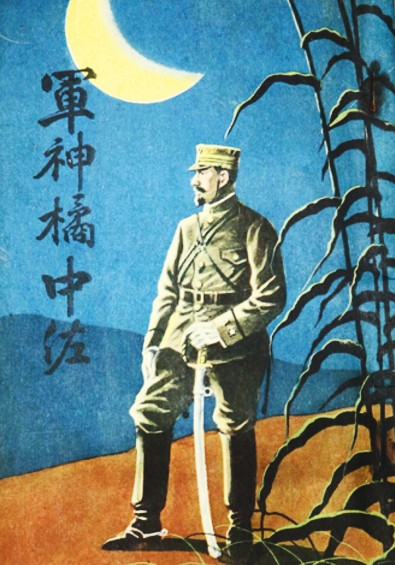
1938年に長崎市教育会が出版した「軍神橘中佐」の表紙

橘は戦死と同日付で陸軍歩兵中佐に進級して勲四等旭日小綬章及功四級金鵄勲章が贈られ、日本国内では、1904年（明治37年）9月9日の朝日新聞東京版朝刊の5面で「模範的軍人、故橘少佐の逸話」との記事で報じられた。この記事では「陸軍における広瀬中佐ならんと思考さる」と紹介されており、この後も橘の報道が続き、先に旅順港閉塞作戦で戦死し軍神として讃えられていた広瀬に続く日本陸軍の軍神として讃えられるようになっていく。報道でも平素から模範的軍人であったと報じられ、「（橘）少佐は常に身を奉ずること剛直、冬は暖に就かずして水浴をなし、夏は涼に就かずしてまた水を浴び、まれに湯浴をとるのみ。食物は粗食欠乏に甘んじ、三冬凛冽の時といえどもかつて茶を用いず、水を飲むこと十年一日のごとし」などと橘の清廉質素な人格も強調された。
特に、橘が東宮（大正天皇）の教育係だったという経歴が殊更に取り上げられ、大正天皇との特別な結びつきが報じられて、さらには橘が毎朝必ず家族と共に明治天皇の尊影を遥拝して軍人勅諭を拝読し、郷里から知人等が上京した際は、真っ先に皇居に連れて行き、宮城を遥拝させるなどの皇室に対する深い尊崇ぶりの報道が相次いだ。歴史学者大江志乃夫は広瀬と橘の陸海の軍神について、海の広瀬は「七生報国」を象徴する軍神となったが、陸の橘は皇室との特別な関係と、戦死日が大正天皇の誕生日であったという最期の劇的さも相まって「皇室崇拝」を象徴する軍神になったと評している。一方で、海軍兵学校時代に暴力沙汰を起こして退学寸前になったり、旅順港閉塞作戦では旅順港に乗り込んでロシア海軍軍艦を奪取して帰ってくると大言壮語していたなど、豪放磊落な逸話に事欠かない広瀬に対して、質素堅実な性格で隙の無い模範的軍人ではあるが、一般受けするような逸話に欠ける橘の知名度は広瀬には及ばなかったという指摘もある。
橘と広瀬を軍神として祭り上げたのはマスコミだけではなく、日本政府も力をいれており、明治44年（1911年）から尋常小学校で使用された国語の国定教科書に橘と広瀬が登場しているが、近代日本の国語の教科書で軍人として個人名が登場したのはこの2人が最初で、国語の教科書で「軍神」と呼ばれたのはこの2人だけである。さらに橘は修身の教科書でも「軍神」と呼ばれた2人のなかの1人となった（もう1人は加藤建夫）。さらには、大正元年（1912年）に岡野貞一作曲（作曲は安田俊高との説もあり）徳谷徳三郎作詞の『橘中佐』が尋常小学唱歌に選出されるなど、日露戦争後も日本の軍国主義化に併せて軍神として祭り上げられていったとも評している。
日露戦争後になって、橘を「幼年学校時代から兄と仰いでいた」第2軍司令部副官石光真清少佐が、橘の慰霊の法要を営んだとき、筆をとると涙があふれてどうしても弔辞を書くことができず、第2軍の軍医長であった森林太郎（森鷗外）に弔辞の代筆を依頼した。鴎外は「そのように親しい間柄では（弔辞を書くのは）無理ですよ」と弔辞の代筆を快諾し以下の名文を贈っている。
あまりの名文に驚いた第2軍司令官であった奥保鞏が、法要が終わった後で石光に「石光君が名文家だとは知らなかったよ。よう出来ておった」と話しかけてきたが、石光は正直に、実は鴎外先生に代筆依頼したものであると打ち明けている。
第2軍で従軍記者の写真班にいた小説家の田山花袋は、鴎外と戦時中から親しくしていたが、鴎外と同様に田川も橘の軍神化に貢献している。既述の通り、戦後になって田川は従軍記『第二軍従征日記』を出版したが、そのなかには82回も橘が登場しており、田川による橘への好意的な記述が羅列されている。橘に心酔していた田川は戦死の報を聞くと「名誉ある戦死、されど、我は情に於いて涙無なきこと能わず」と涙し、橘の戦死した首山堡まで足を運び、以下のような感情を抱いている。

## 年譜
| 慶応元年（1865年）9月15日  | 誕生                                                         |
| 明治14年（1881年）5月      | 陸軍士官学校幼年生徒合格                                     |
| 明治17年（1884年）9月1日   | 陸軍士官生徒                                                 |
| 明治20年（1887年）7月21日  | 陸軍士官学校卒業（旧9期）・陸軍歩兵少尉・歩兵第5連隊附       |
| 明治21年（1888年）12月     | 近衛歩兵第4連隊附                                            |
| 明治22年（1889年）1月15日  | 近衛歩兵第4連隊第3中隊小隊長                                 |
| 明治24年（1891年）1月24日  | 東宮武官                                                     |
| 明治25年（1892年）1月15日  | 城代保蔵の三女ヱキと結婚                                     |
| 明治25年（1892年）4月19日  | 陸軍歩兵中尉                                                 |
| 明治28年（1895年）7月9日   | 陸軍歩兵大尉                                                 |
| 明治28年（1895年）11月13日 | 大本営附                                                     |
| 明治28年（1895年）12月     | 近衛歩兵第4連隊中隊長                                        |
| 明治29年（1896年）3月12日  | 台湾守備歩兵第2連隊中隊長                                    |
| 明治29年（1896年）9月11日  | 近衛歩兵第4連隊附                                            |
| 明治29年（1896年）11月5日  | 歩兵第36連隊中隊長                                           |
| 明治30年（1897年）5月28日  | 陸軍戸山学校教官兼教育大隊中隊長                             |
| 明治35年（1902年）4月1日   | 陸軍歩兵少佐・名古屋陸軍地方幼年学校長                       |
| 明治37年（1904年）2月9日   | 日露戦争開戦                                                 |
| 明治37年（1904年）3月6日   | 第2軍管理部長                                                |
| 明治37年（1904年）8月11日  | 歩兵第34連隊第1大隊長                                        |
| 明治37年（1904年）8月30日  | 首山堡攻撃                                                   |
| 明治37年（1904年）8月31日  | 戦死（40歳）陸軍歩兵中佐正六位勲四等旭日小綬章功四級金鵄勲章 |

## 栄典
- 1890年（明治23年）10月15日 - 正八位[79]

## 系譜
橘家は敏達天皇皇子難波皇子の玄孫（曾孫とする説もある）橘諸兄の子孫であり、鎌倉時代末期の武将楠木正成は同族である。正成の弟正氏が和田を名乗り、その後に子孫和田義澄が近畿から肥前国島原領千々石村（後の長崎県雲仙市）に移ったが、千々石では橘姓を名乗った。橘家が三代目義長のころ、松倉重政が天領の肥前日野江4万3千石を与えられ島原藩を立藩し、その居城として島原城の建城を計画したが、義長は築城の技術に優れており、島原藩に仕官して築城の指揮を執った。重政は感謝して義長に島原城の城代を任せると約束したが、島原城が完成した後その約束は守られることはなく、重政はお詫びとして義長に城代性を名乗るように要請し、義長はその要請を受け入れて城代性を名乗るようにした。その後松倉家は島原の乱の責任で改易となったが、城代家は転封してきた高力忠房に仕え、以降も明治維新まで歴代の島原藩主に仕え続けた。

## 逸話

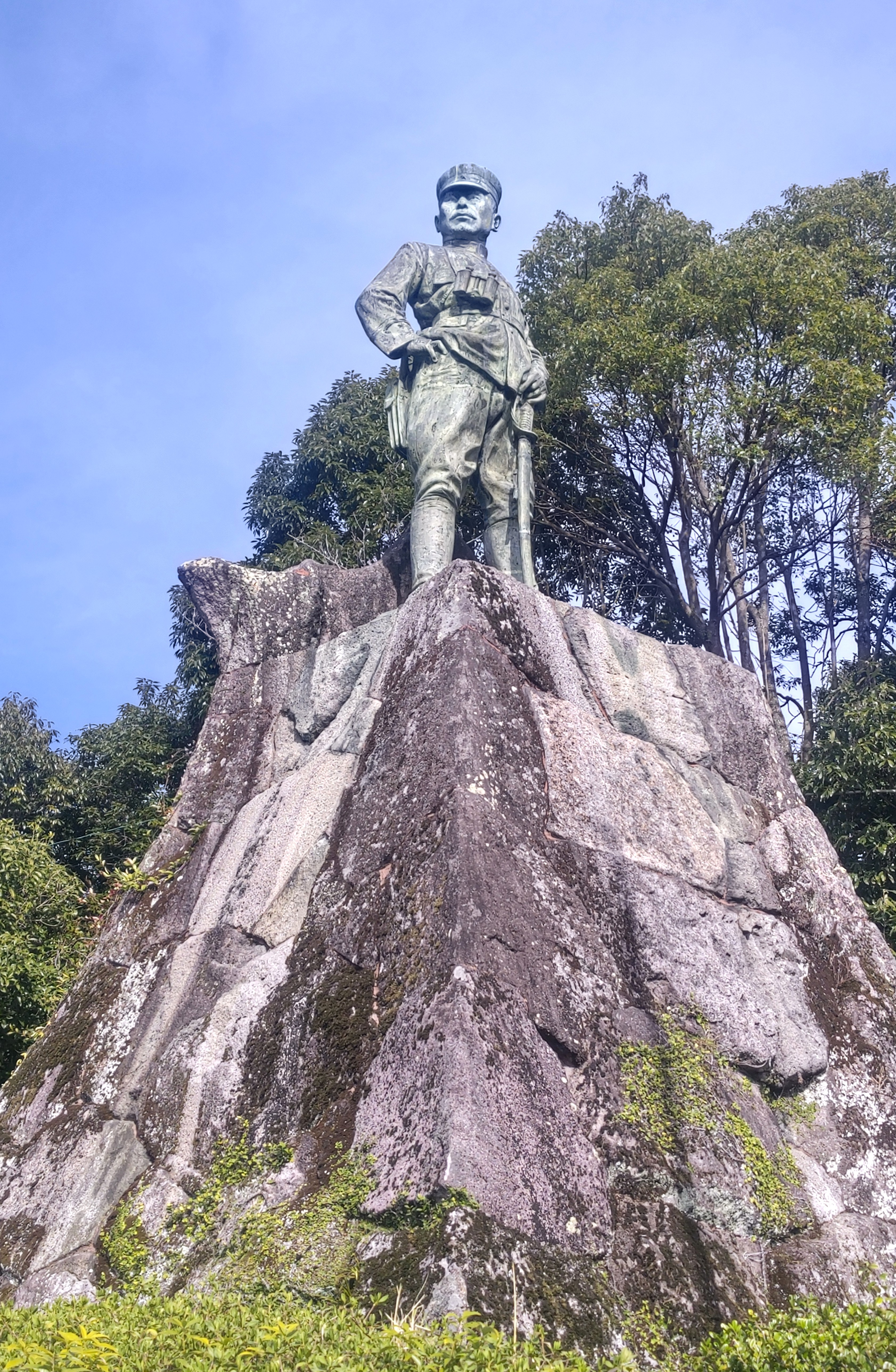
橘神社にある橘の銅像

文部省尋常小学唱歌 『橘中佐』第四学年27番
作曲岡野貞一（作曲は安田俊高との説もあり）徳谷徳三郎作詞、太平洋戦争中までは尋常小学校唱歌として尋常小学校（のちに国民学校）の授業で歌われていた。橘から教育を受けた大正天皇は、陸軍の軍楽隊が大正天皇の前で演奏するたびに、必ずこの曲の演奏をリクエストしていたという。太平洋戦争後に尋常小学唱歌は廃止されたが、昭和48年（1973年）のモービル石油のテレビCMで、マイク真木と共演した鈴木ヒロミツが口ずさんでいる。
銅像建立
橘の死後彼を慕う者が集い、明治45年（1912年）銅像建立建設委員会が組織され、委員会と日本陸軍が共同で南高来郡南有馬村出身の彫刻家北村西望に制作を依頼し、大正7年（1919年）に南船津名の景勝地に橘の銅像が建立された。太平洋戦争末期には金属類回収令により橘の銅像も供出の危機に直面したが、地元住民の切願もあって回避した。太平洋戦争で敗戦すると、日本国民の価値観の劇的な変化や、進駐軍への忖度などで、軍人の銅像を「国民の戦意高揚を強調し、敵愾心をそそる」として、日本国民が「銅像の戦犯裁判」などと自主的に撤去を検討するようになった。協議の席では「平和国家になると宣言した日本に軍国主義的存在は許されないはずで、軍人の銅像など醜怪だ」（評論家：新居格）「今残っている銅像は美術史上に残すものはなく、愚作ばかりで撤去に賛成」（文部省文化課長）などという意見が出されて、同じ軍神であった広瀬中佐の万世橋駅前にあった銅像などは早々に撤去されてしまったが、橘の銅像は撤去の動きから守るため、地元の有志によって一時的に橘の生家に隠匿された（夜陰に紛れて海岸の砂浜に埋めていたという証言もある）。サンフランシスコ平和条約が締結され進駐軍が撤収したのちの昭和29年（1954年）に銅像が現在地の橘神社大鳥居の傍に移築され、昭和51年（1976年）に長崎県知事久保勘一と長崎県議会議長松田九郎を会長とする橘中佐顕彰奉賛会が結成されて、同会が募金を募り銅像の台座を改修している。大正8年（1920年）にはもう一体製作されて、橘が校長を務めた名古屋陸軍地方幼年学校に建立されたが、のちに橘が戦死時に所属していた歩兵第34連隊の駐屯地（現駿府城公園）に移築され、こちらは太平洋戦争中の金属類回収令によって供出された。
橘神社
明治天皇に殉死した乃木希典を祀るため、大正5年（1916年）に、乃木にゆかりのある地であった函館市、那須塩原市、伏見区の3か所に乃木神社創建され（最終的には全国6社）、乃木の自宅跡には大正12年（1923年）に乃木神社が創建されると、軍人を祀る神社の創建が相次ぐこととなり、大正7年（1918年）には児玉神社、昭和10年（1935年）には広瀬神社が創建されている。橘を祭神として祀る神社についても、昭和3年（1928年）に具体的活動が開始されていたが、場所の選考に手間取り、銅像がある場所や雲仙などの複数の候補があがるなどなかなか計画は進まなかった。昭和10年（1935年）には田中廣太郎長崎県知事の主導で「橘神社創建奉賛会」が発足、千々石町が土地を寄贈するなどして計画が進展し、昭和12年（1937年）に橘神社の創建が許可され、昭和15年（1940年）5月、鎮座祭が執り行われた。周太の長男で陸軍大尉と成った橘一郎左衛門（陸士26期）が橘神社の宮司に就任する。太平洋戦争後のGHQによる神道指令でナショナリスティックな性格は薄れたが地域の神社として存続し、昭和52年（1977年）には橘の生家の一部も神社内に移築されて、橘中佐遺徳館として橘の遺品等を展示している。令和7年（2025年）時点でも、長崎県内の神社では長崎市の諏訪神社に次ぐ第2位の参拝者数を誇る。年末年始には高さ10mを超える大門松が立てられ、平成13年（2001年）にはギネス世界記録にも認定されて、県内外から多くの参拝客が訪れている。
橘公園
橘神社に隣接する公園、釜蓋城跡に整備された。千々石出身の著名人として橘のほかに、天正遣欧少年使節の一人千々石ミゲルと南画家釧雲泉に関する史跡も多く残されており、長崎県内屈指の桜の名所としても知られている。
橘湾
橘湾は元々は千々石灘あるいは千々石湾と呼ばれていたものを、1919年、橘の銅像が千々石町（現在の雲仙市千々石町）に建立され、当時の連合艦隊司令長官山下源太郎大将が銅像の参拝に訪れた際に、千々石灘の名称を橘湾と変更するように発案されて、海図作成を行っていた海軍水路部が正式に橘湾と記載するようになったものである。
歩兵第34連隊

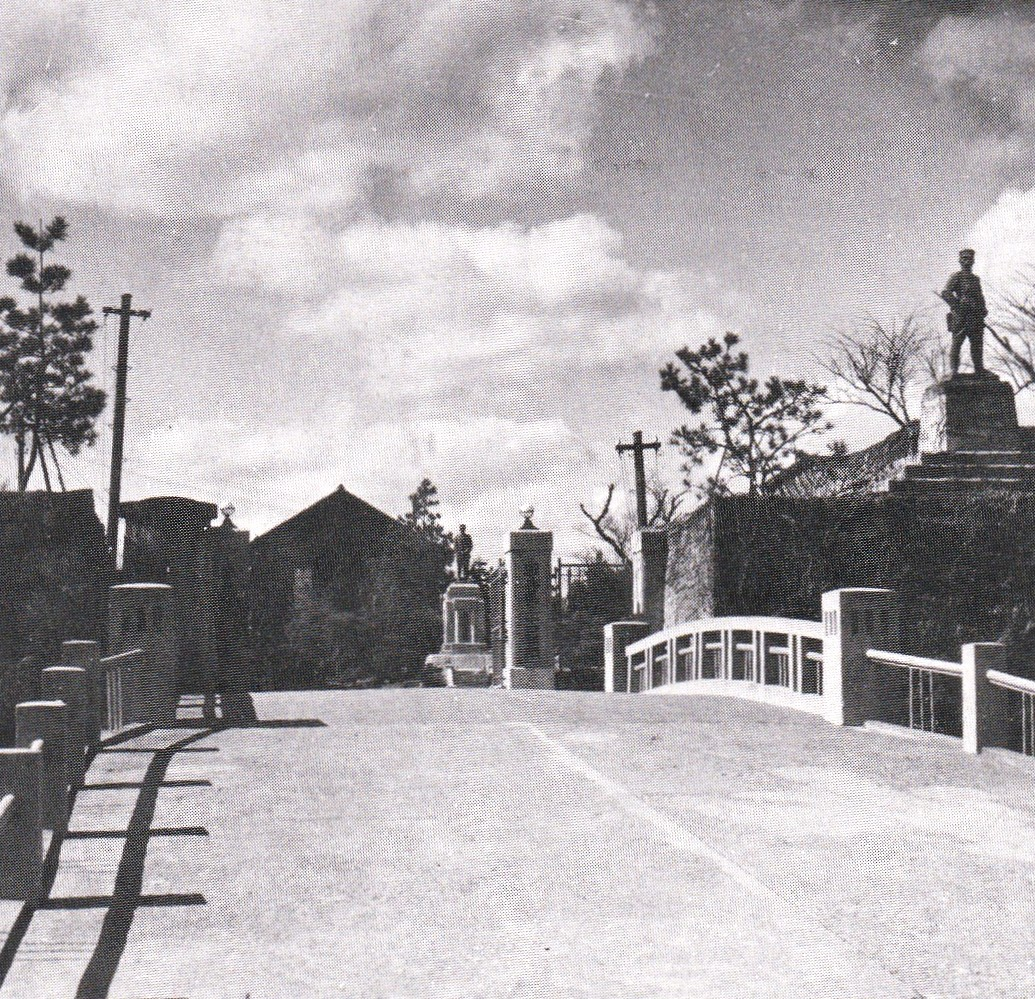
歩兵第34連隊営門、手前右の銅像が橘、奥中央の銅像は橘と同じく首山堡の戦いで戦死した連隊長の関谷大佐の銅像

歩兵第34連隊は橘連隊の通称ができ、それは同じ駐屯地の同じ番号の陸上自衛隊第34普通科連隊にも受け継がれている。第34普通科連隊の駐屯地となった板妻駐屯地には、昭和52年（1977年）に橘中佐の銅像が建立され、橘中佐に関する資料館も開設されている。また毎年8月31日（橘の戦死日）には橘を追悼する「橘祭」が開催されている。
駿府城公園
元は歩兵第34連隊の駐屯地であり、橘の銅像も建立されていた。銅像は太平洋戦争中の金属回収で供出され、戦後になって駐屯地も廃止されて公園として整備されたが、のちに公園内に軍歌「軍神橘中佐」 歌碑が建立されている。
鞍馬流剣術
鞍馬流剣術宗家柴田衛守の道場習成館に通い、剣術を稽古していた。
映画『軍神橘中佐』
1926年（大正15年）9月1日公開、制作会社日活、原作：櫻井忠温、監督：三枝源次郎、主演（橘役）南光明、当時としては珍しい海外（満州）での撮影もあっている。昭和天皇が摂政時代に赤坂御所で鑑賞しており、その際に原作の櫻井が説明をしている。
映画『明治天皇と日露大戦争』
1957年（昭和32年）4月29日公開、制作会社新東宝、製作委員長・原案 : 大蔵貢、原作・総監督 : 渡辺邦男、出演（橘役）若山富三郎 

## 関連項目

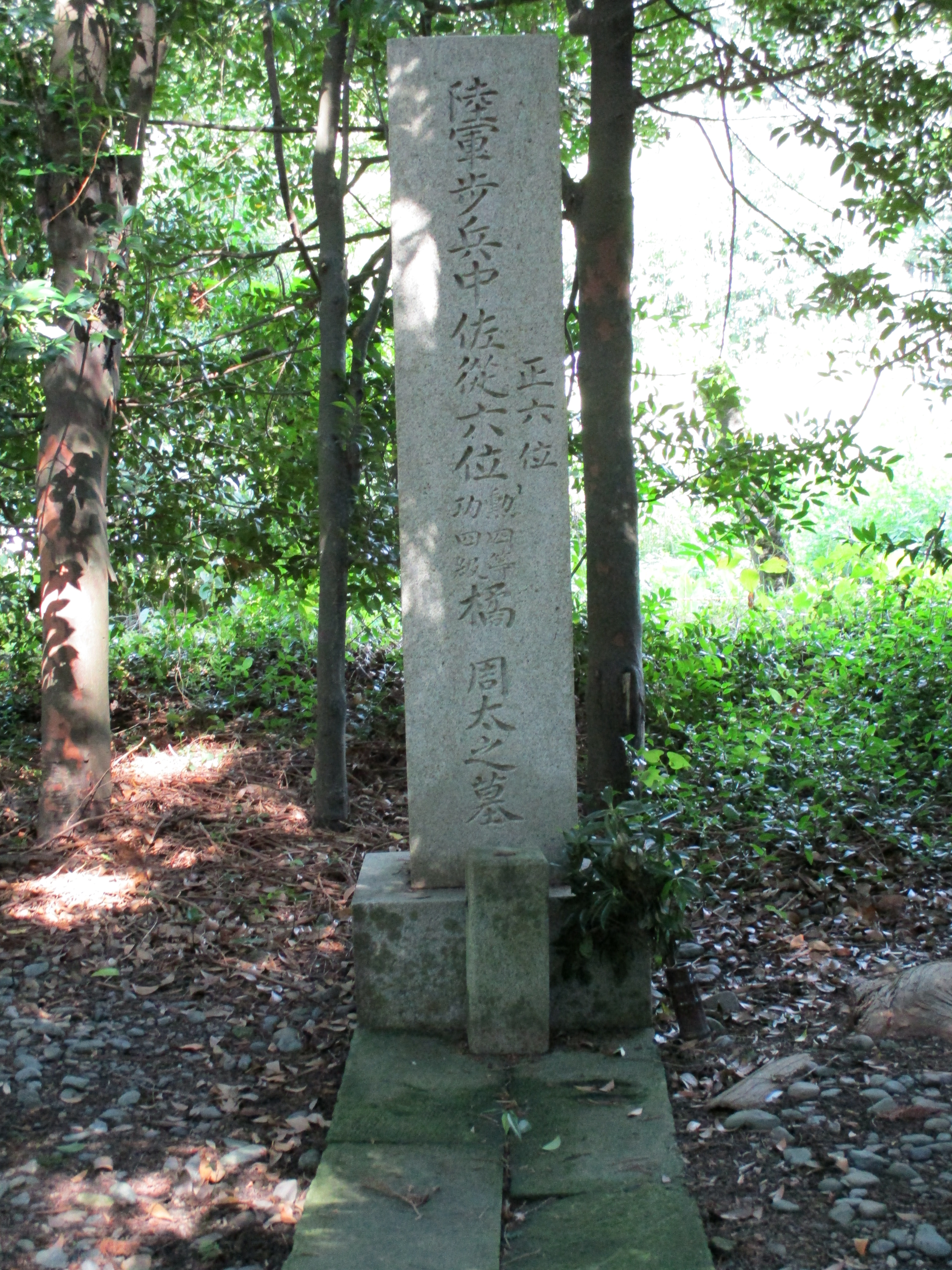
橘周太の墓。静岡陸軍墓地にある。（2019年9月）

## 関連書籍
- 著書
  - 『経験余禄』、明治36年。
  - 『歩兵夜間教育』
  - 『森林通過法』
- 伝記
  - 『軍神橘中佐』森本丹之助、大正9年。